# Station Piasek
Station Piasek is een spoorwegstation in de Poolse plaats Piasek.